# Ejn Karmel
Ejn Karmel (hebrejsky עֵין כַּרְמֶל, doslova „Pramen Karmelu“, v oficiálním přepisu do angličtiny En Karmel, přepisováno též Ein Carmel) je vesnice typu kibuc v Izraeli, v Haifském distriktu, v Oblastní radě Chof ha-Karmel.

## Geografie
Leží v nadmořské výšce 20 metrů v hustě osídlené a zemědělsky intenzivně využívané pobřežní nížině, nedaleko úpatí zalesněných svahů pohoří Karmel, ze kterých sem přitéká vádí Nachal Me'arot s turisticky atraktivními jeskyněmi, v nichž byly objeveny stopy pravěkého osídlení.
Obec se nachází 2 kilometry od břehu Středozemního moře, cca 67 kilometrů severoseverovýchodně od centra Tel Avivu, cca 17 kilometrů jihojihozápadně od centra Haify a 26 kilometrů severoseverovýchodně od města Chadera. Ejn Karmel obývají Židé, přičemž osídlení v tomto regionu je převážně židovské. Pouze 9 kilometrů jižně odtud stojí město Furejdis osídlené izraelskými Araby a 8 kilometrů na východ, na hřebenu pohoří Karmel stojí sídla obývaná Drúzy.
Ejn Karmel je na dopravní síť napojen pomocí dálnice číslo 4. Západně od vesnice rovněž prochází železniční trať z Tel Avivu do Haify, ale není zde zastávka (nejbližší je v Atlit).

## Dějiny

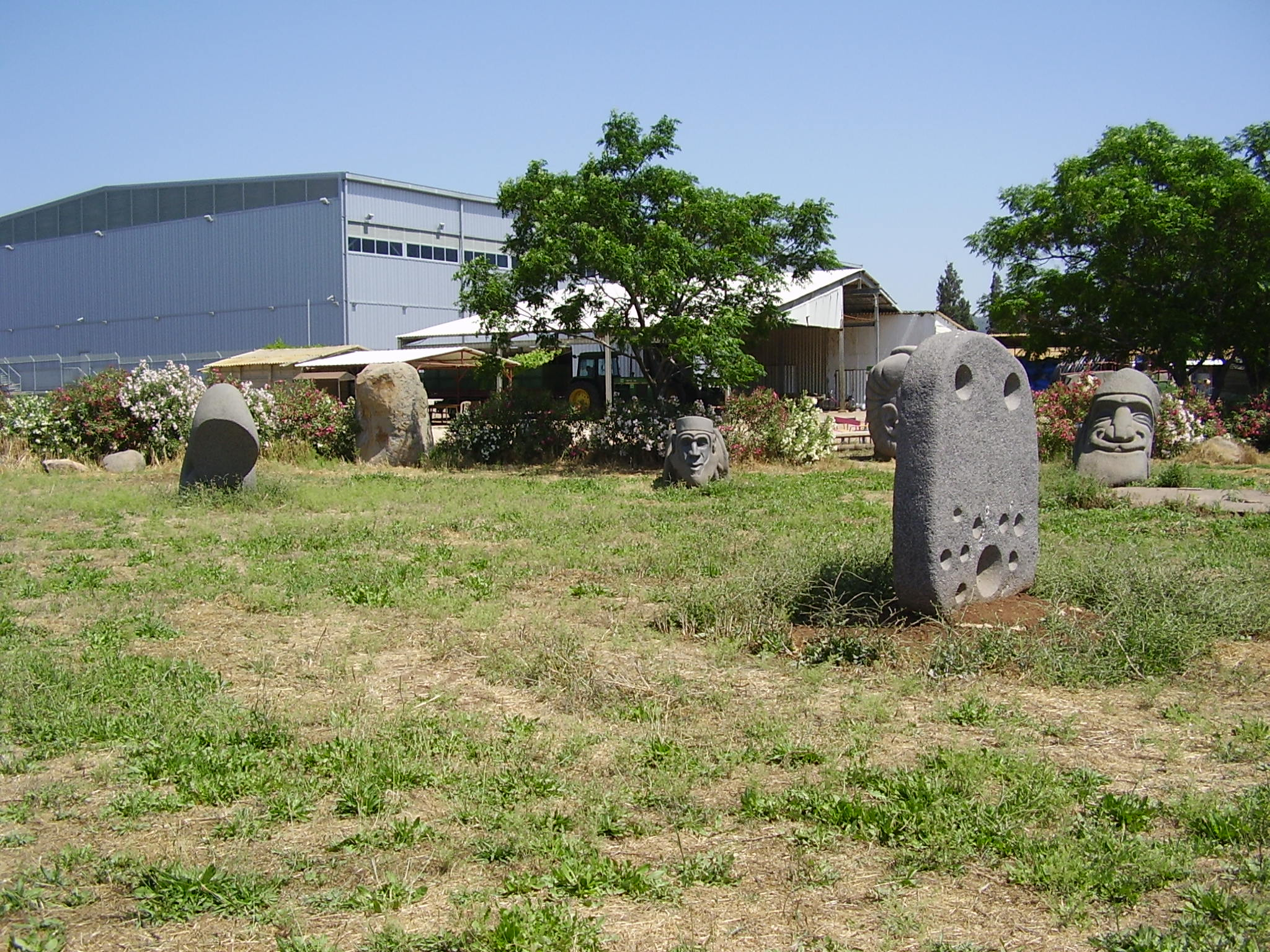
Skulptury v kibucu Ejn Karmel

Ejn Karmel byl založen v roce 1947. Zakladatelská skupina osadníků se ale v nynější lokalitě usadila až počátkem 50. let 20. století, roku 1950. Tvořili ji obyvatelé bývalého kibucu Ejn ha-Jam, který se nacházel nedaleko odtud, poblíž Atlitu, a dále Židé z kibucu Ramat Rachel na předměstí Jeruzalému, kteří byli postiženi boji během války za nezávislost v roce 1948.
Místní ekonomika je založena na zemědělství a průmyslu (firma na produkci plastů).

## Demografie
Podle údajů z roku 2014 tvořili naprostou většinu obyvatel v Ejn Karmel Židé (včetně statistické kategorie "ostatní", která zahrnuje nearabské obyvatele židovského původu ale bez formální příslušnosti k židovskému náboženství).
Jde o menší sídlo vesnického typu s populací, která po dlouhodobé stagnací po roce 2009 výrazně narůstá. K 31. prosinci 2014 zde žilo 874 lidí. Během roku 2014 populace stoupla o 3,8 %.
| Rok            | 1948 | 1961 | 1972 | 1983 | 1995 | 2001 | 2003 | 2004 | 2005 | 2006 | 2007 | 2008 | 2009 | 2010 | 2011 | 2012 | 2013 | 2014 |
| -------------- | ---- | ---- | ---- | ---- | ---- | ---- | ---- | ---- | ---- | ---- | ---- | ---- | ---- | ---- | ---- | ---- | ---- | ---- |
| Počet obyvatel | 208  | 414  | 390  | 432  | 440  | 416  | 416  | 401  | 410  | 417  | 423  | 430  | 578  | 634  | 767  | 785  | 842  | 874  |